# جايسون ميتشيل
جايسون ميتشيل (بالإنجليزية: Jason Mitchell)‏ هو ممثل أمريكي، ولد في 5 يناير 1987 بنيو أورلينز في الولايات المتحدة.

## أعمال

### أفلام
- (2015) الخروج من كومبتون
- (2016) باري
- (2016) كيانو[5]
- (2017) ديترويت

## وصلات خارجية
- جايسون ميتشيل على موقع IMDb (الإنجليزية)
- جايسون ميتشيل على موقع قاعدة بيانات الفيلم (الإنجليزية)